# Транскей
Транскей («по той бік Кея») — перший з колишніх автономних регіонів банту біля східного узбережжя Південно-Африканської Республіки. Його площа становила 43.800 км², а населення близько 3,2 мільйона чоловік. В епоху політики апартеїду Транскей мав автономне управління як бантустан зі столицею в Умтата. В 1989 році з 6 200 000 представників народу коса в Транскеї жили 2 900 000. Єдиним портом Транскея було місто Порт-Сент-Джонс.

## Історія
В XIX столітті територією Транскея управляла Велика Британія за допомогою призначуваних глав парламентської системи. В 1931 році ця система була перетворена в Загальну раду, під головуванням білих чиновників. В 1951 році, після об'єднання різних етнічних груп, він був розширений за рахунок різних регіональних рад. З 1963 року Транскей мав внутрішнє самоврядування і 26 жовтня 1976 року він став першим бантустаном, якому ПАР надала повну незалежність. Всі чорношкірі вихідці Транскея та їхні нащадки стали громадянами нової держави, втративши громадянство Південно-Африканської Республіки.
Однак, незалежність Транскея не знайшла міжнародного визнання. Організація Африканської Єдності виступила із закликом не визнавати Транскей, бо «це означало б визнання апартеїду». ООН прийняла позицію ОАЄ, підтримавши цю установку.
Навіть Ізраїль, незважаючи на щільні зв'язку з Преторією, визнав незалежність Транскея лише de facto. В ізраїльських телефонних довідниках Транскей фігурував як незалежна держава. Ізраїльський бізнесмен Яків Меридор (близький друг тодішнього прем'єра Менахема Бегіна) відкрив в Транскеї представництво своєї комп'ютерної компанії «Дегем». Професор Джозеф Бен-Дак став державним радником Транскея.
Вже в 1978 році Транскей обірвав всі дипломатичні відносини з «опальною» ПАР — але навіть це не додало йому міжнародного престижу. В 1987 році в Транскеї стався військовий путч, в результаті якого був повалений глава держави і племінник Нельсона Мандели — Кайзер Матанзіма. Замість нього до влади прийшов Банту Холоміса, що став пізніше південноафриканським депутатом.
Після закінчення політики апартеїду і перших загальнонаціональних південноафриканських парламентських виборів у квітні 1994 року, Транскей був скасований і розчленований, ставши частиною Південно-Африканської Республіки. Адміністративно він був включений в Східну Капськую провінцію. Колишні громадяни Транскея знову стали громадянами ПАР.